# Cán Chu Phìn
Cán Chu Phìn là một xã thuộc huyện Mèo Vạc, tỉnh Hà Giang, Việt Nam.

## Địa lý
Xã Cán Chu Phìn có vị trí địa lý:
- Phía đông giáp xã Lũng Pù
- Phía tây giáp xã Tát Ngà và thị trấn Mèo Vạc
- Phía nam giáp các xã Khâu Vai, Lũng Pù và Tát Ngà
- Phía bắc giáp các xã Giàng Chu Phìn, Xín Cái và Sơn Vĩ.

Xã Cán Chu Phìn có diện tích 35,06 km², dân số năm 2019 là 6.388 người, mật độ dân số đạt 182 người/km².
Sông Nho Quế tạo thành ranh giới tự nhiên phía đông bắc của xã Cán Chu Phìn, bên kia sông là hai xã Giàng Chu Phìn và Sơn Vĩ. Cán Chu Phìn có tuyến tỉnh lộ 217 đi qua địa bàn, nối với thị trấn huyện lỵ và sang tỉnh Cao Bằng.

## Lịch sử
Trước đây, Cán Chu Phìn là một xã thuộc huyện Đồng Văn.
Ngày 5 tháng 7 năm 1961, Hội đồng Chính phủ ban hành Quyết định số 91-CP về việc thành lập xã Tự Do thuộc huyện Đồng Văn trên cơ sở một phần diện tích và dân số của xã Mèo Vạc.
Ngày 13 tháng 12 năm 1962, Bộ Nội vụ ban hành Quyết định số 328-NV về việc đổi tên xã Tự Do thuộc huyện Đồng Văn thành xã Cán Chu Phìn.
Ngày 15 tháng 12 năm 1962, Hội đồng Chính phủ ban hành Quyết định số 211-CP về việc thành lập huyện Mèo Vạc trên cơ sở tách xã Cán Chu Phìn thuộc huyện Đồng Văn.